# غاستون غوميز
غاستون غوميز (بالإسبانية: Gastón Gómez) (4 مارس 1996 بمار دل بلاتا في الأرجنتين - ) هو لاعب كرة قدم أرجنتيني في مركز حراسة المرمى.

## وصلات خارجية
- غاستون غوميز على موقع قاعدة بيانات كرة القدم.إي يو (الإنجليزية)
- غاستون غوميز على موقع Soccerway.com (الإنجليزية)